# Litapwasi
Litapwasi ist ein Verwaltungsbezirk (Ward) des Distrikts Songea in der tansanischen Region Ruvuma.

## Geografie
Litapwasi liegt im Südwesten von Tansania etwa 15 Kilometer Luftlinie südwestlich der Regionshauptstadt Songea. Der Bezirk grenzt im Norden an Lilambo, im Osten an Subira, im Süden an Mptimbi und im Westen an Mbinga Mhalule. Bei der Volkszählung 2022 lebten 5110 Menschen in 1402 Haushalten auf einer Fläche von 105 Quadratkilometern.

## Gliederung
Der Bezirk besteht aus drei Gemeinden (Mtaa) mit 15 Orten (Kitongoji):
| Litapwasi - Litapwasi - Makanini - Mayukila - Mayukila B - Magwishiro - Ngongano | Lyangweni - Kikole - Lyangweni - Muungano - Mhangazi B - Muhangazi A - Mchanginini - Myangamani - Kwamsaka | Uyaudini - Mawaso - Njombe - Mbata Mila - Boda |

## Wirtschaft und Infrastruktur
- Bildung: Die Litapwasi Secondary School ist eine staatliche weiterführende Schule, die als Tagesschule Jugendliche bis zur 4. Stufe ausbildet.[8]
- Gesundheit: In der Gemeinde Lyangweni befinden sich zwei staatliche Apotheken.[9][10]
- Wasser: Im Jahr 2024 wurde in der Gemeinde Lyangweni ein Brunnen gegraben, der die Bevölkerung mit frischem Wasser versorgt.[11]